# Parafia Matki Bożej Fatimskiej w Dębnie
Parafia pw. Matki Bożej Fatimskiej w Dębnie – parafia rzymskokatolicka, należąca do dekanatu Dębno, archidiecezji szczecińsko-kamieńskiej, metropolii szczecińsko-kamieńskiej.

## Historia parafii
W 1898 r. utworzono stację misyjna dla katolików zamieszkałych w Dębnie i okolicach, mieszczącą się w podwórzu kamienicy przy Friedenstrasse (dziś ul. Kościuszki), podległą parafii św. Meindfusza w Kostrzynie. 25 marca 1933 r. poświęcono nowo wybudowany kościół przy Am Mühlengraben (dziś ul. Pułaskiej), zaś katolicką parafię pw. św. Antoniego w Dębnie powołano 1 października 1934 r. Obejmowała ona 4 miasta i 44 wsie, zaś jej pierwszym i jedynym (do śmierci w listopadzie 1945 r.) proboszczem był ks. Hubert Mlotzke.
Po śmierci ks. Huberta Mlotzke proboszczem został ks. Franciszek Sobolewski, przybyły z archidiecezji lwowskiej w sierpniu 1945 r. Od grudnia 1945 parafię przejął franciszkanin ks. Wiktor Markiewicz. Początkowo życie parafialne koncentrowało się wokół małego kościoła św. Antoniego, lecz z momentem poświęcenia dużego dawnego kościoła ewangelickiego 24 grudnia 1945 r., stał się on parafialnym. Kolejny proboszcz, salezjanin ks. Antoni Kołodziejczak pracował w parafii 6 miesięcy począwszy od marca 1946 r. Parafia obejmowała wówczas 10 kościołów wyświęconych (w tym w Warnicach, Boleszkowicach, Cychrach i Sarbinowie – przewidziane jako przyszłe parafie), 1 kaplicę, 3 kościoły nie wyświęcone oraz 6 zniszczonych podczas działań wojennych.
W 1948 r. wydzielono parafię Wniebowzięcia Najświętszej Maryi Panny w Sarbinowie. W 1952 r. erygowano obejmujący okoliczne parafie salezjański dom zakonny, którego dyrektorem został ks. Stefan Blezień.
W 1974 r. utworzono parafię pw. Św. Ap. Piotra i Pawła, tym samym zwrócono tytuł parafii św. Antoniego parafii przy ul. Pułaskiego 22. Administratorem parafii został od 5 marca 1974 r. kapłan diecezjalny ks. Alojzy Słomiński, od 17 marca 1974 r. jej proboszcz. W marcu 1976 r. rozpoczęto budowę nowego Domu Parafialnego, poświęconego 26 listopada 1978 r. W 1980 r. bp Kazimierz Majdański wyraził zgodę na budowę nowego kościoła, popartą decyzją władz państwowych 11 marca 1981 r.
W maju 1983 r. rozpoczęto prace przy budowie nowego kościoła. Pierwotnie planowano zbudować świątynię obok kościoła św. Antoniego. Z różnych względów nie było to możliwe, dlatego szukano innego miejsca. Swój dawny teren uprawno-ogrodniczy przy ul. Harcerskiej udostępnili państwo Kielakowie. Prace przy budowie kościoła zmobilizowały całą społeczność parafialną.
10 maja 1989 r. przekazano do Dębna kopię figurki Matki Boskiej Fatimskiej ukoronowanej przez Ojca Świętego na Jasnych Błoniach, na prośbę proboszcza złożoną do ówczesnego kustosza Sanktuarium na os. Słonecznym w Szczecinie, ks. Jana Cichego.
Kluczowym momentem trwania budowy było poświęcenie 7 października 1984 r. przez bp. K. Majdańskiego kamienia węgielnego, pochodzącego z Groty Zwiastowania w Nazarecie (przywieziony przez ks. Alojzego Słomińskiego w lipcu 1979 r. z pielgrzymki do Ziemi Świętej).
Jak wynika z pamiątkowego aktu, pierwotna nazwa (wezwanie kościoła) brzmiało Matki Bożej Różańcowej, w późniejszym czasie zmieniono je na Matki Bożej Fatimskiej. 4 marca 1990 r. ks. biskup Marian Błażej Kruszyłowicz poświęcił pierwszy dzwon „Pani Fatimskiej”, kolejne dwa przywieziono w marcu 1991 r. z Przemyśla z pracowni Jana Felczyńskiego (dzwon „Misjonarze Europy i Krajów Słowiańskich” ufundował Lech Łukasiuk z rodziną, zaś o nazwie „Jan Paweł II” firma rzemieślnicza Uniwersal).
Konsekracji świątyni 11 czerwca 1994 r. dokonali abp M. Przykucki i bp J. Gałecki. Podczas tej uroczystości ogłoszono dekret powołujący do życia nową parafię pw. Matki Bożej Fatimskiej – jako kontynuatorkę poprzedniej, ponad 60-letniej parafii św. Antoniego.
W latach 1995–1996 dokonano remontu kościoła św. Antoniego, w 1997 r. wykonano ogrodzenie i zagospodarowano otoczenie kościoła i plebanii. W 2000 r. ks. biskup Marian Błażej Kruszyłowicz poświęcił nową Kaplicę Miłosierdzia Bożego.

## Proboszczowie
- ks. Hubert Mlotzke (1934 – listopad 1945)
- ks. Franciszek Sobolewski (listopad – grudzień 1945)
- ks. Wiktor Markiewicz (styczeń – marzec 1946)
- ks. Antoni Kołodziejczak SDB (marzec – sierpień 1946)
- ks. Stefan Blezień SBD (sierpień 1946 – 1952)
- ks. Franciszek Krajewski SDB (1952–1959)
- ks. Edward Bańdo SBD (1959–1968)
- ks. Kazimierz Cichecki SDB (1968–1974)
- ks. kanonik Alojzy Słomiński (17 marca 1974 – 1 lipca 2010)
- ks. kanonik Marek Piotrowski (1 lipca 2010 – 20 sierpnia 2011)
- ks. kanonik Robert Szumowski (20 sierpnia 2011 – 25 czerwca 2023)
- ks. kanonik Andrzej Sowa (od 2023)

## Wspólnoty parafialne
Przy parafii swoją działalność prowadzą:
- Żywy Różaniec,
- Grupa Synodalna,
- Parafialny Zespół Caritas,
- Poradnictwo Rodzinne,
- Straż Honorowa,
- Ognisko dla dzieci,
- Ministranci.